# Додому (мініальбом)
Додому — мініальбом українського гурту FRANCO, виданий у 2022 році.
Разом із виходом релізу, гурт представив слайд-шоу відео з малюнками воєнного часу в Україні (автор — Olga Wilson).
Мініальбом містить 5 пісень, записаних на початку 2020 року.

## Реліз
6 травня представлений сингл «Додому», а 2 липня другий сингл «Небо», про який Валентин Федишен зазначив:
|  | Трек написаний одразу, прямо на репетиції, практично з першого разу зіграли куплети і приспів, текст вилітав теж сам по собі. Всі треки, які увійшли до мініальбому Додому були записані ще на початку 2020 року, практично перед карантином та навіть була ідея не випускати їх взагалі, оскільки гурт вирішив відмовитись від сильних гітар. Але з різних причин пісні «випливли на поверхню» тільки з початком війни. Все стало зрозуміло і ясно. |

## Композиції
Автор слів Валентин Федишен. 
| #     | Назва       | Автор музики               | Тривалість |
| ----- | ----------- | -------------------------- | ---------- |
| 1.    | «Додому»    | В. Федишен                 | 4:39       |
| 2.    | «Небо»      | В. Федишен                 | 4:15       |
| 3.    | «Неси мене» | В. Федишен / Є. Литвиненко | 3:45       |
| 4.    | «Місто»     | В. Федишен                 | 4:05       |
| 5.    | «Може я»    | В. Федишен / Є. Литвиненко | 4:22       |
| 21:07 |             |                            |            |

## Музиканти запису
FRANCO
- Валентин Федишен — вокал, клавішні, програмування
- Єгор Литвиненко — гітара, програмування
- Станіслав Дяченко — бас-гітара
- Олександр Селезньов — барабани

Студія
- Павло Сафонов — запис, зведення, клавішні
- Андрій Тимошенков — запис, зведення